# Gwen Raverat
Gwen Mary Raverat (Cambridge, 1885 - 1957), née Darwin, est une graveuse sur bois britannique.
Elle a été mariée au peintre français Jacques Raverat et a vécu la plupart de sa vie à Cambridge, où elle a été très active, notamment dans l'élaboration de costumes et de décors de théâtre.
Figure importante du renouveau de la gravure sur bois au début du XXe siècle au Royaume-Uni, elle a été membre de la Royal Society of Painter-Printmakers, a cofondé la Society of Wood Engravers en 1920 et a publié son Mémoire Period Piece en 1952.

## Biographie

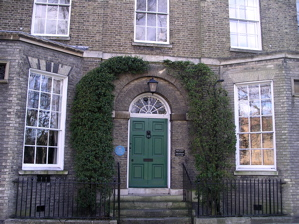
La maison où Gwen Raverat a passé sa jeunesse. Elle fait aujourd'hui partie du Darwin College.

Gwen Mary Darwin est née à Cambridge le 26 août 1885. Elle est la fille de George Darwin (fils du célèbre biologiste Charles Darwin) et de Maud Darwin, née Maud du Puy. Elle est aussi la cousine de la poétesse Frances Cornford (en), née Darwin.
Gwen Raverat se marie avec le peintre français Jacques Raverat en 1911. Ils sont actifs dans le groupe d'artistes appelé Bloomsbury Group et dans le groupe néo-païen de Rupert Brooke, jusqu'à ce qu'ils déménagent dans le sud de la France, où ils s'installent à Vence, près de Nice. Jacques meurt des suites de sa sclérose en plaques en 1925. Ils ont eu deux filles : Elisabeth (1916-2014), qui s'est mariée avec l'homme politique norvégien Edvard Hambro, et Sophie Jane (en), artiste et s'étant mariée au biologiste M.G.M. Pryor (en), puis à Charles Gurney.
Raverat est morte le 11 février 1957 à Cambridge. Elle est enterrée à Trumpington (en) (près de Cambridge) et partage sa tombe avec son père, son frère, mort bébé en décembre 1899, et Harriet Frances Keynes, fille de Geoffrey Keynes et Margaret Keynes, née Darwin et morte en mai 1918. Sa mère a été incinérée le 10 février 1947.
Cambridge et ses gens ont toujours été au centre de sa vie. Le Darwin College est aujourd'hui composé de sa maison natale, Newnham Grange, et du quartier de Old Granary, où elle a vécu de 1946 à sa mort. L'une des maisons d'hébergement du lycée porte son nom.

## Gravures sur bois
Raverat est l'un des premiers graveurs sur bois à être reconnus comme des artistes modernes. Elle a étudié à la Slade School of Fine Art en 1908 mais se maintient hors des groupes qui se forment à cette époque : celui qui se forme autour d'Eric Gill à Ditchling et celui qui se forme autour de Noel Rooke (en) à la Central School of Art and Design (en).
Elle est influencée par les impressionnistes et les postimpressionnistes, et développe son propre style de gravure proche de la peinture. Il y a quelques similarités entre ses premières gravures et celles de Gill, et si bien elle le connaissait, cette similarité porte surtout sur le style de lignes noires de l'époque — un style influencé de Lucien Pissarro — et sur les sujets semi-religieux.
L'une de ses premières gravures sur bois est publiée sous le titre Lord Thomas and Fair Annet dans le livre The Open Window (1911), qui contient également des gravures de Noel Rooke.
Balston la crédite d'avoir fait l'un des deux premiers livres illustrés contenant des gravures sur bois modernes : c'est Spring Morning de son cousin Frances Cornford (en), publié par Poetry Bookshop en 1915. Enregistré par la bibliothèque du British Museum en mai 1915, il devient ainsi le premier livre moderne britannique illustré par des gravures sur bois, l'autre livre, The Devil's Devices, illustré par Eric Gill, ayant été enregistré en décembre 1915.
En 1922, elle contribue, avec deux gravures, à l'ouvrage Contemporary English Woodcuts, une anthologie de gravure sur bois de Thomas Balston, directeur de la maison d'édition Duckworth et enthousiaste de la nouvelle vague de gravure sur bois. L'historien de l'art Campbell Dodgson, conservateur des Estampes et dessins du British Museum, écrit à son sujet en introduction du livre : « Mr. Greenwood excelle dans le délicat et minutieux travail en ligne blanche sur fond noir, qui a aussi gagné l'admiration de nombreux collaborateurs pour les premières gravures sur bois de Mme Ravera. » Beaucoup des œuvres de Raverat sont destinées à ses amis de Cambridge et apparaissent dans des livres de petites éditions. Elle trouve un public plus large grâce à London Mercury (en), qui reproduit beaucoup de ses gravures. Les plus célèbres sont peut-être Six Rivers Round London, réalisée pour la London General Omnibus Company.
La majorité des commissions reçues par Raverat pour des illustrations datent des années 1930. La première est destinée à un jeu de gravures pour l'anthologie classique de Kenneth Grahame, The Cambridge Book of Poetry for Children (1932), publiée par la Cambridge University Press et éditée par Walter Lewis. La Cambridge University Press fait très attention à la qualité de l'impression, et Lewis imprime les estampes de Raverat directement depuis les planches originales. Il imprime quatre livres supplémentaires pour Raverat : Mountains and Molehills de Frances Cornford (1934), Four Tales from Hans Andersen, une nouvelle version de R. P. Keigwin (en) (1935), The Runaway d'Elizabeth Anna Hart (en) (1936) et The Bird Talisman de Henry Allen Wedgwood (en) (son grand-oncle, 1939). Four Tales et The Bird Talisman sont illustrés avec des gravures en couleur. Brooke Crutchley, successeur de Lewis à la presse, est responsable d'imprimer la collection de l'œuvre de Raverat par Reynolds Stone (en). Elle d'écrit le soin avec lequel on a imprimé à partir de vieilles planches tordues.
Son expérience d'une presse réellement privée, l'Ashendene Press, est plutôt mitigée. Raverat passe une année en produisant 29 gravures sur bois pour une édition des Amours de Daphné et Chloé de Longus. Ce livre est publié en 1933, cinq ans après que le projet ait commencé, et la première édition est imprimée sur du papier vélin japon, mais par endroits souillée quand l'encre n'a pas séché correctement.
En 1934, elle produit un jeu de gravures pour Farmer’s Glory d'A. G. Street (1934), peut-être son meilleur travail. Cottage Angles de Norah C. James (1935) réutilise des gravures réalisées pour Time and Tide. Elle illustre Voyage sentimental à travers la France et l'Italie de Laurence Sterne pour Penguin Illustrated Classics en 1938.
Ses dernières gravures sur bois sont réalisées sur une autre presse privée, la Dropmore Press (en), sur laquelle elle prépare notamment les illustrations de London Bookbinders 1780-1806 de E. Howe (1950).
En 1951, Gwen Raverat doit abandonner la gravure après avoir subi un accident vasculaire cérébral.
Elle illustre par la suite des livres avec des dessins, dont Over The Garden Wall de Eleanor Farjeon (1933), Mustard, Pepper and Salt d'Alison Uttley (1938), Red-Letter Holiday de Virginia Pye (1940), Crossings de Walter de la Mare (1942), Countess Kate de Charlotte M. Yonge (1948) et The Bedside Barsetshire de L. O. Tingay (1949).

## Impact
Elle a illustré le premier livre illustré par des gravures sur bois modernes, Spring Morning, et a exposé à chaque exposition annuelle de la Society of Wood Engravers entre 1920 et 1940, présentant 122 estampes, plus que quiconque.
Gwen Raverat a joué un rôle important dans le renouveau de la gravure sur bois au Royaume-Uni au début du XXe siècle. Vers 1914, elle a produit environ soixante estampes — beaucoup plus que n'importe lequel de ses contemporains. Son nom apparaît très régulièrement dans les analyses contemporaines, et le premier ouvrage consacré à un graveur sur bois moderne est Gwendolen Raverat de Herbert Furst.

## Raverat et Cambridge

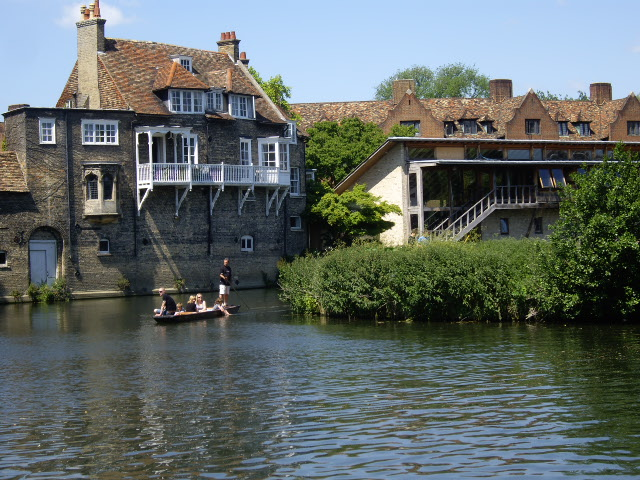
The Old Granary (à gauche), où a vécu Raverat de 1946 à sa mort.

À part ses études, qu'elle a passées au Slade School of Fine Art à Londres de 1915-1928, une période qui couvre sa vie avec Jacques Raverat et les premières années de sa veuveté, Gwen Raverat a vécu toute sa vie à Cambridge ou dans ses environs.
En 1928, elle emménage au Old Rectory de Harlton, à 8 km au sud de Cambridge. La maison a servi de modèle pour ses gravures destinées à The Runaway. En 1946, elle déménage à la Old Granary, Silver Street, Cambridge. La maison se trouvait au bout du jardin de la Newnham Grange (en), où elle est née.
Sa vie s'organise autour de ses contacts dans la ville. Elle a participé dans d'autres activités que la gravure, comme le théâtre, en dessinant des costumes, des décors et des programmes. Elle a sa première expérience en 1908, en dessinant des costumes pour une représentation de Comus (Un masque a présenté au château de Ludlow) de John Milton au New Theatre. Son beau-frère Geoffrey Keynes lui demande de fournir les décors et les costumes pour une représentation d'un ballet de William Blake, Illustrations du Livre de Job à l'occasion du centenaire de la mort de l'auteur. Son deuxième cousin, Ralph Vaughan Williams, a écrit la musique d'une œuvre qui s'est fait connaître comme Job: A Masque for Dancing, achevée en 1927 mais dont la première représentation a eu lieu à Cambridge en 1931. Les décors miniatures qu'elle a construits comme modèle existent toujours et sont conservés au Fitzwilliam Museum. Elle a réalisé des costumes, décors et programmes pour environ une dizaine de productions, principalement pour la Cambridge University Musical Society (en). Gwen Raverat a rencontré l'une de ses plus proches amies, la peintre Elisabeth Vellacott (en), lors la production de l'oratoire d'Handel, Jephtha.
Raverat montre par ailleurs de l'intérêt pour la littérature d'enfance et de jeunesse. Elle a convaincu des éditeurs de rééditer trois de ses livres qui sont des histoires victoriennes : The Runaway, The Bird Talisman et Countess Kate. Quand elle découvre que The Runaway est épuisé, elle convainc Duckworth de la rééditer en 1953. Frances Spalding (en) a écrit un article qui nous éclaire sur cet aspect de la vie de Raverat dans The Guardian.

## Period Piece
À l'âge de 62 ans, Gwen Raverat commence à écrire son Mémoire classique Period Piece (en) sur sa jeunesse, qu'elle illustre de dessins. Paru en 1952, il a été réédité jusqu'à aujourd'hui.

## LaSociety of Wood Engravers
Gwen Raverat a cofondé (1920) et est restée membre de la Society of Wood Engravers, qui tient une exposition annuelle incluant des œuvres d'artistes tels que David Jones, John Nash, Paul Nash, Paul Gauguin et Clare Leighton (en).
Raverat devient membre de la Royal Society of Painter-Etchers and Engravers en 1920.